# Dacryopilumnidae
Dacryopilumnidae is een familie van de superfamilie Dairoidea uit de infraorde krabben met als enige geslacht: 
- Dacryopilumnus Nobili, 1906